# الحلم الأحمر
الحلم الأحمر فيلم إنمي قصير، مدته أربع دقائق. من إنتاج ستديوهات بيكسار للرسوم المتحركة. صدر الفيلم عام 1987، وهو من إخراج وتأليف جون لاسيتر.

## القصة
يحكي الفيلم عن دراجة صغيرة أحادية الإطار في محل لبيع الدراجات يمتطيها مهرج ويدخل بها حلبة التهريج من أجل تقديم استعراض القذف بالكرات. المهرج يتلقى تصفيق محدوم من الجمهور أثناء ممارسته للعبة، تنسحب الدراجة من تحت المهرج فيقع لكن الكرات التي كان يحملها تتلقفها الدراجة وتقوم بتبديلها عن طريق البدالين فيستحسن الجمهور منها هذا ويصفق لها. نكتشف في نهاية الفيلم أن الدراجة كانت تحلم بأن تتخلص من تلك الزواية التي تقبع فيها في محل الدراجات إلى الشهرة والمجد في سيرك مكتظ بالجمهور.

## وصلات خارجية
- الموقع الرسمي
- الحلم الأحمر على موقع IMDb (الإنجليزية)
- الحلم الأحمر على موقع روتن توميتوز (الإنجليزية)
- الحلم الأحمر على موقع ألو سيني (الفرنسية)
- الحلم الأحمر على موقع Turner Classic Movies (الإنجليزية)
- الحلم الأحمر على موقع فيلمافينيتي (الإسبانية)
- الحلم الأحمر على موقع قاعدة بيانات الفيلم (الإنجليزية)
- الحلم الأحمر على موقع ليتربوكسد (الإنجليزية)
- الحلم الأحمر على موقع كينوبويسك (الروسية)